# Jevenau
Die Jevenau ist ein in Ost-West-Richtung fließender Fluss im Kreis Rendsburg-Eckernförde im deutschen Bundesland Schleswig-Holstein. Die Jevenau ist ca. 10 km lang, sie entsteht aus dem Zusammenfluss von Brammer Au und Bokeler Au östlich von Jevenstedt und mündet in den Nord-Ostsee-Kanal. Die Kattbek ist ein Nebenfluss.
Dieser linke Nebenfluss der Eider wurde dort mit dem Bau des Nord-Ostsee-Kanals abgetrennt. Nach dem Fluss benannt ist die angrenzende Gemeinde Jevenstedt, die zum Kreis Rendsburg-Eckernförde gehört.
Erstmals urkundlich genannt wird der Fluss im Jahr 1339 (ad Yevenam). Der Name leitet sich vermutlich von altsächsischen *Gevana ab und hat die ungefähre Bedeutung „gaben-, fischreicher Fluss“. Die Endung -au kam erst deutlich später hinzu.

## Bilder

Verlauf der Jevenau um 1893, noch vor Bau des Nord-Ostsee-Kanals
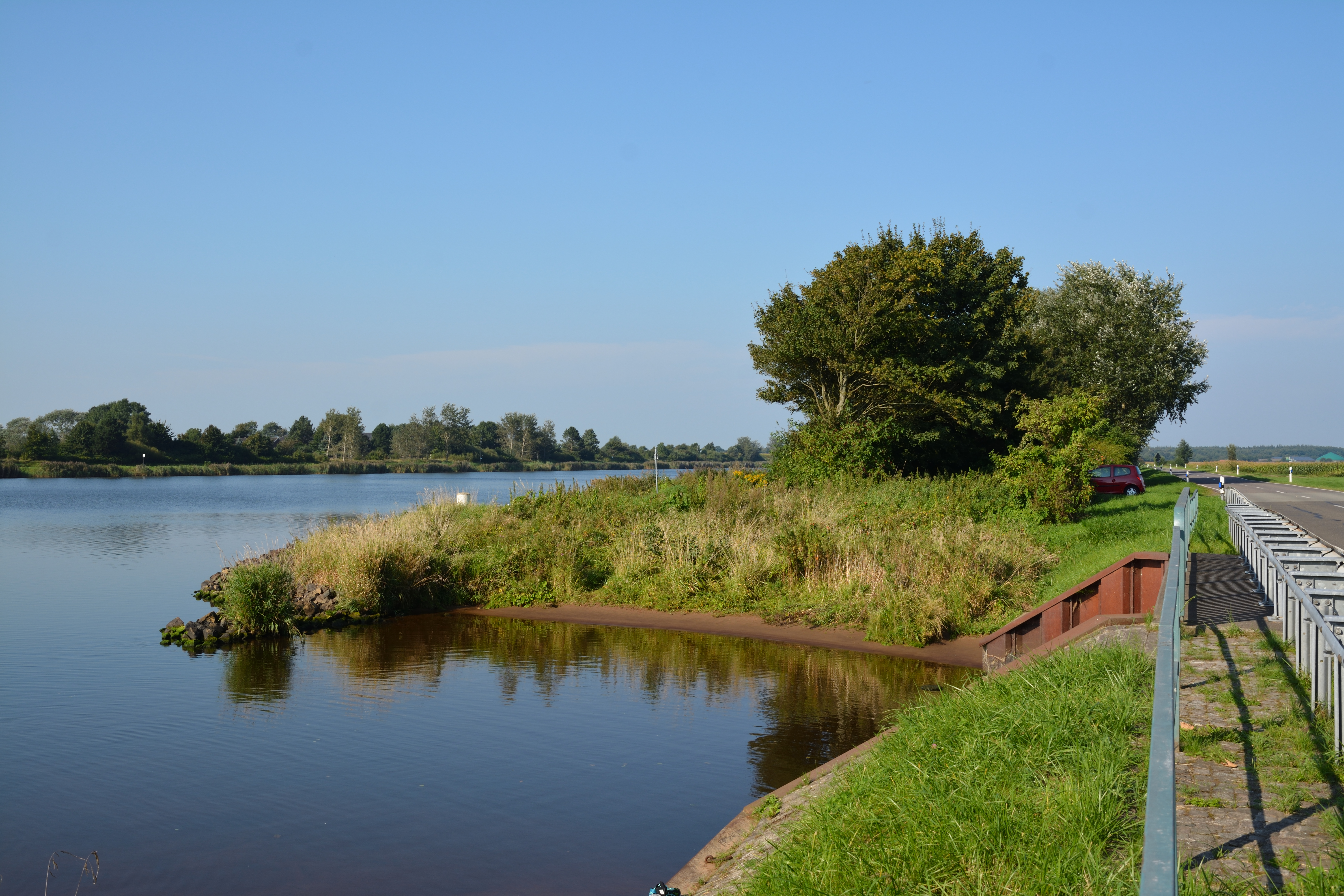
Mündung in den Nord-Ostsee-Kanal
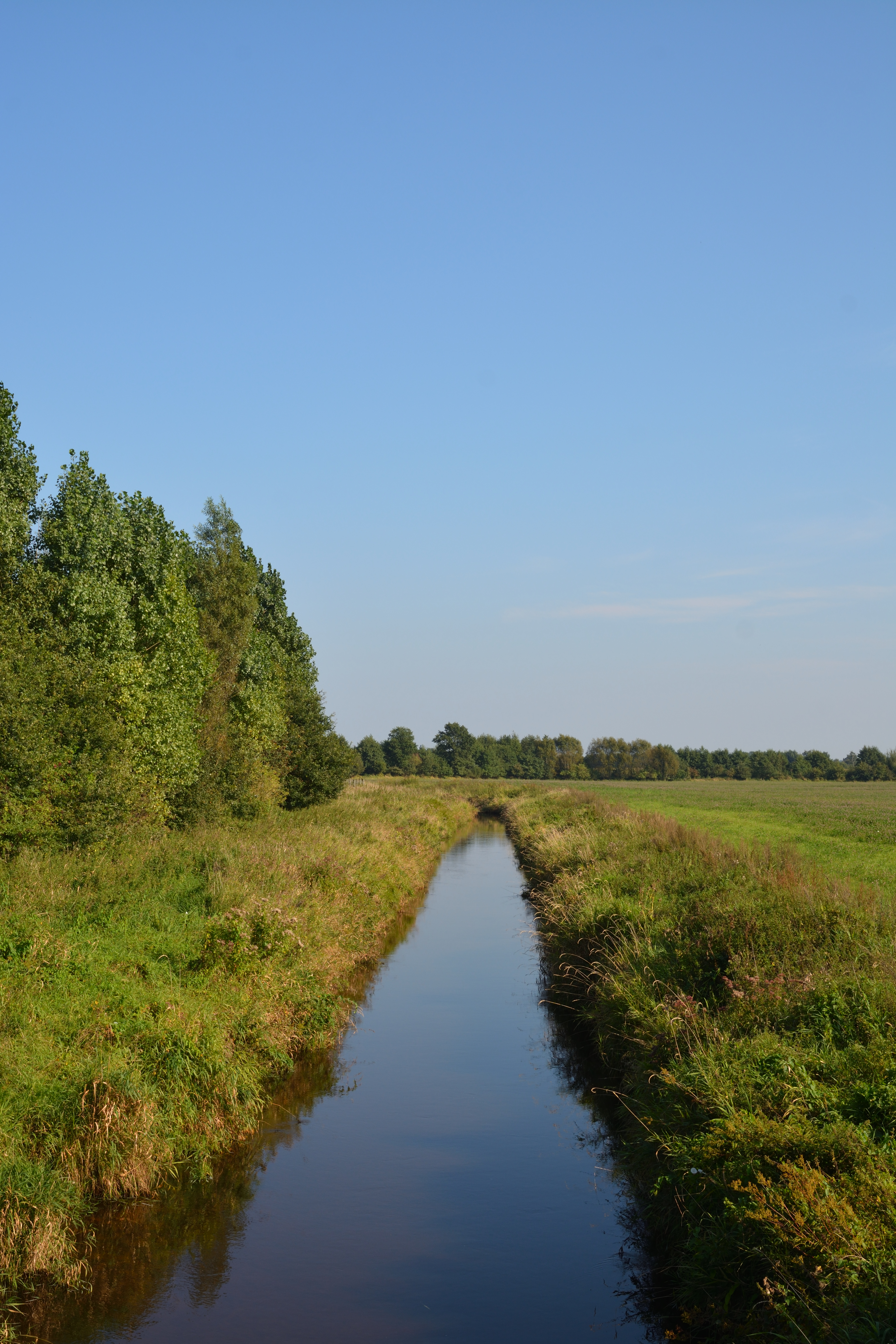
An der Straße „Jevenstedter Feld“ in Jevenstedt
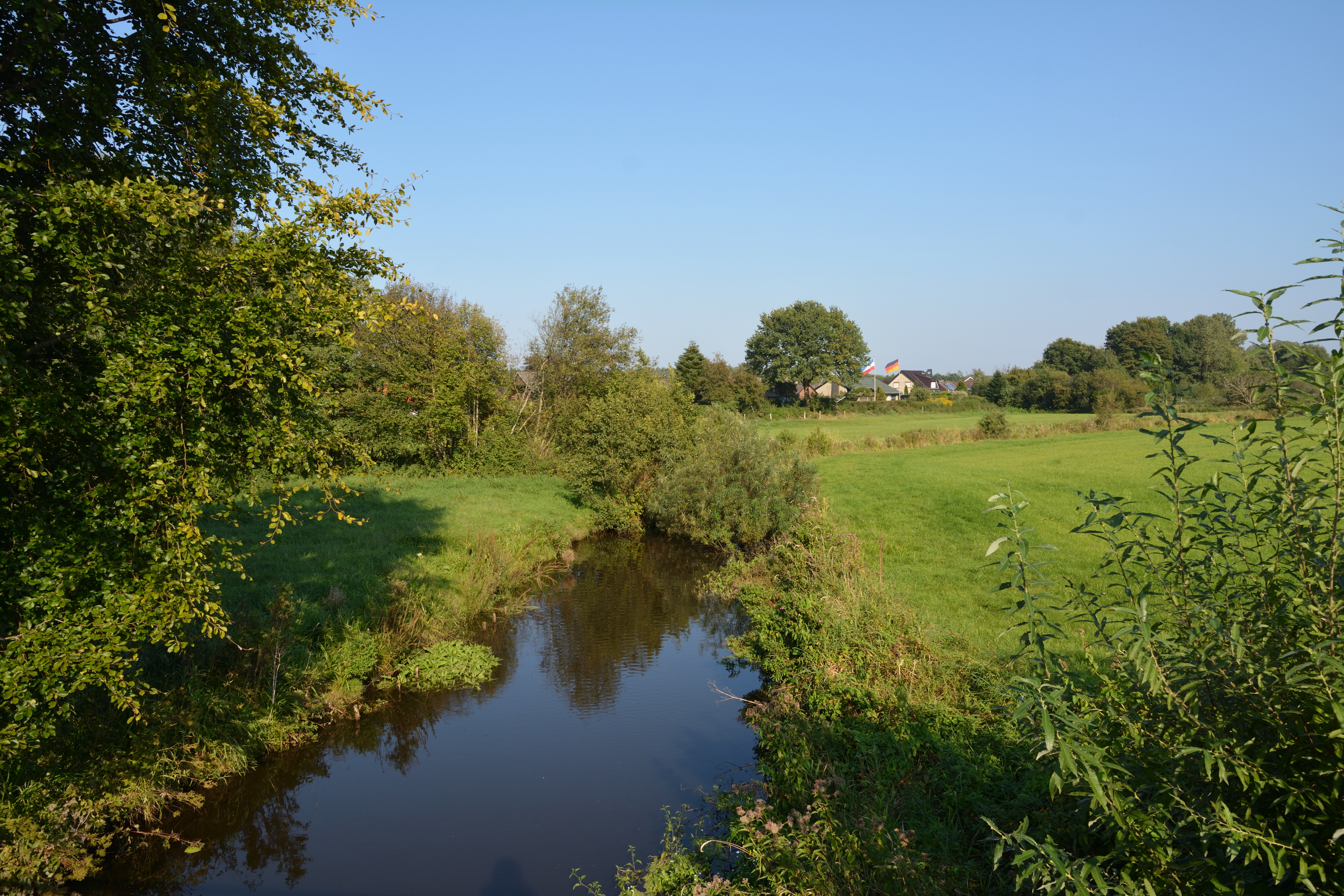
Die Jevenau an der Kreisstrasse 27 in Jevenstedt